# Том Клеверлі
Том Клеверлі (англ. Tom Cleverley, нар. 12 серпня 1989, Бейсінгсток) — англійський футболіст, півзахисник клубу «Вотфорд» та національної збірної Англії.
Володар Суперкубка Англії з футболу.

## Клубна кар'єра
Народився 12 серпня 1989 року в місті Бейсінгсток. Вихованець футбольної школи клубу «Манчестер Юнайтед».
Перший досвід виступів на дорослому рівні отримав у першій половині 2009 року, захищаючи на умовах оренди кольори клубу «Лестер Сіті», за який провів 15 матчів у першості першої футбольної ліги Англії.
Наступним клубом гравця став представник другого за силою англійського дивізіону, чемпіонату футбольної ліги, «Вотфорд», до складу якого Клеверлі також на орендних умовах приєднався 2009 року. Відіграв за клуб з Вотфорда наступний сезон своєї ігрової кар'єри. Більшість часу, проведеного у складі «Вотфорда», був основним гравцем команди. У складі «Вотфорда» був одним з головних бомбардирів команди, маючи середню результативність на рівні 0,33 голу за гру першості.
Сезон 2010-11 також відіграв на правах оренди, однак вже в елітній Прем'єр-лізі, захищаючи кольори «Віган Атлетік». Граючи у складі «Віган Атлетік» також здебільшого виходив на поле в основному складі команди.
2011 року, по завершенні терміну оренди, повернувся до «Манчестер Юнайтед» і почав поступово залучатися до ігор основної команди клубу. Протягом першого сезону у складі «червоних дияволів» взяв участь у 15 матчах в рамках різних турнірів.

## Виступи за збірні
2009 року залучався до складу молодіжної збірної Англії. На молодіжному рівні зіграв у 17 офіційних матчах, забив 2 голи.
2012 року у складі олімпійської збірної Великої Британії був учасником футбольного турніру на тогорічних Олімпійських іграх.
Влітку 2011 року отримав свій перший виклик до лав національної збірної Англії, втім офіційний дебют гравця у складі головної англійської збірної відбувся лише за рік — у товариській зустрічі проти збірної Італії 15 серпня 2012 року.

## Статистика виступів

### Статистика клубних виступів
Станом на 3 вересня 2012 року
| Сезон                         | Команда                       | Чемпіонат                     | Чемпіонат | Чемпіонат | Національний кубок | Національний кубок | Національний кубок | Континентальні кубки | Континентальні кубки | Континентальні кубки | Інші змагання | Інші змагання | Інші змагання | Усього | Усього |
| Сезон                         | Команда                       | Ліга                          | Ігор      | Голів     | Ліга               | Ігор               | Голів              | Ліга                 | Ігор                 | Голів                | Ліга          | Ігор          | Голів         | Ігор   | Голів  |
| ----------------------------- | ----------------------------- | ----------------------------- | --------- | --------- | ------------------ | ------------------ | ------------------ | -------------------- | -------------------- | -------------------- | ------------- | ------------- | ------------- | ------ | ------ |
| січ.-лип. 2009                | «Лестер Сіті»                 | ФЛ1                           | 15        | 2         | КА+КЛ              | 0                  | 0                  | -                    | -                    | -                    | -             | -             | -             | 15     | 2      |
| 2009-10                       | «Вотфорд»                     | ЧФЛ                           | 33        | 11        | КА+КЛ              | 1+1                | 0                  | -                    | -                    | -                    | -             | -             | -             | 35     | 11     |
| 2010-11                       | «Віган Атлетік»               | ПЛ                            | 25        | 4         | КА+КЛ              | 0                  | 0                  | -                    | -                    | -                    | -             | -             | -             | 25     | 4      |
| 2011-12                       | «Манчестер Юнайтед»           | ПЛ                            | 10        | 0         | КА+КЛ              | 0+1                | 0                  | ЛЧ                   | 3                    | 0                    | СК            | 1             | 0             | 15     | 0      |
| 2012-13                       | «Манчестер Юнайтед»           | ПЛ                            | 3         | 0         | КА+КЛ              | 0+0                | 0                  | ЛЧ                   | 0                    | 0                    | -             | -             | -             | 3      | 0      |
| Усього за «Манчестер Юнайтед» | Усього за «Манчестер Юнайтед» | Усього за «Манчестер Юнайтед» | 13        | 0         |                    | 1                  | 0                  |                      | 3                    | 0                    |               | 1             | 0             | 18     | 0      |
| Усього за кар'єру             | Усього за кар'єру             | Усього за кар'єру             | 86        | 17        |                    | 3                  | 0                  |                      | 3                    | 0                    |               | 1             | 0             | 93     | 17     |

## Титули і досягнення
- Чемпіон Англії (1):

«Манчестер Юнайтед»: 2012-13
- Володар Суперкубка Англії з футболу (2):

«Манчестер Юнайтед»: 2011, 2013